# SMS Bremen
Lo SMS Bremen fu un incrociatore leggero della marina imperiale tedesca (Kaiserliche Marine), entrato in servizio nel maggio del 1904 come prima unità dell'omonima classe di incrociatori; dopo un lungo servizio nelle acque delle Americhe, la nave fu attiva durante le fasi iniziali della prima guerra mondiale, operando principalmente nel settore del mar Baltico e finendo affondata il 17 dicembre 1915 al largo di Ventspils per l'urto con una mina.

## Caratteristiche

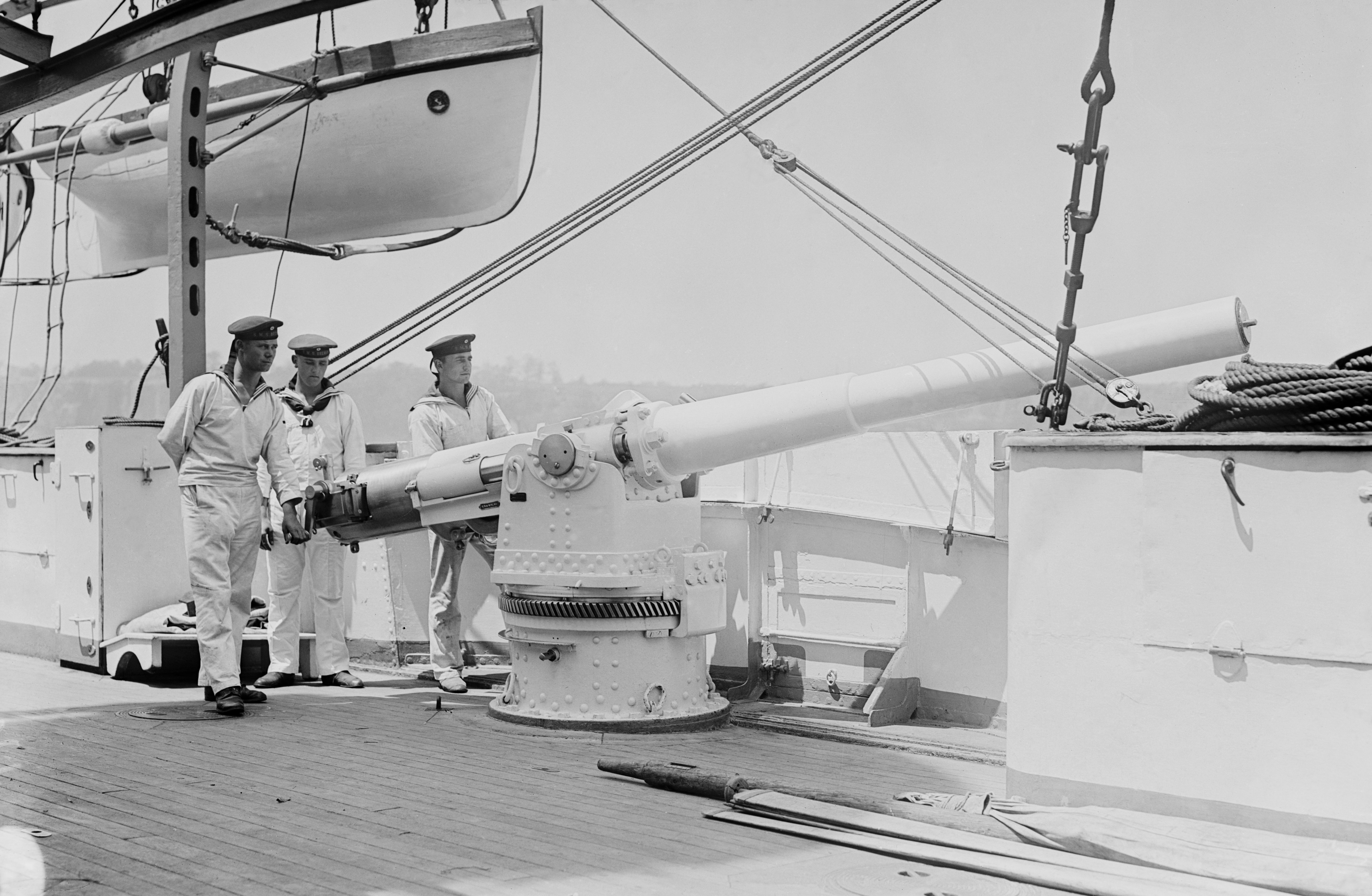
Uno dei cannoni da 105 mm del Bremen.

Il Bremen fu la prima unità della sua classe di incrociatori, la quale riprendeva le linee generali della precedente classe Gazelle. L'unità era lunga fuori tutto 111,1 metri, larga nel punto massimo 13,3 metri e con un pescaggio di 5,53 metri, per un dislocamento a pieno carico di 3.797 tonnellate. Il sistema propulsivo era basato su due motori a vapore a tripla espansione con una potenza di progetto di 12.000 shp, alimentati da dieci caldaie a tubi d'acqua e capaci di generare una velocità massima di 23,3 nodi; il Bremen poteva ospitare nelle sue stive fino a 860 tonnellate di carbone, che gli conferivano un'autonomia di 4.690 miglia nautiche alla velocità di 12 nodi. L'equipaggio ammontava a 14 ufficiali e 274-287 sottufficiali e marinai.
L'armamento era basato, come di consueto sugli incrociatori leggeri tedeschi del periodo, su dieci cannoni da 105 mm posti in impianti singoli, due collocati fianco a fianco sul castello di prua, sei lungo le fiancate (tre per lato) e due fianco a fianco sul castello di poppa; i cannoni avevano una gittata di 12.200 metri e una riserva di 150 colpi per pezzo. L'armamento era poi completato da tubi lanciasiluri da 450 mm, montati in impianti posti sotto la linea di galleggiamento lungo le fiancate. La protezione della nave era data da un ponte corazzato spesso 80 mm; la torre di comando era protetta da una corazzatura spessa 100 mm, mentre i cannoni erano protetti da una barbetta spessa 50 mm.

## Storia

### Il servizio oltremare

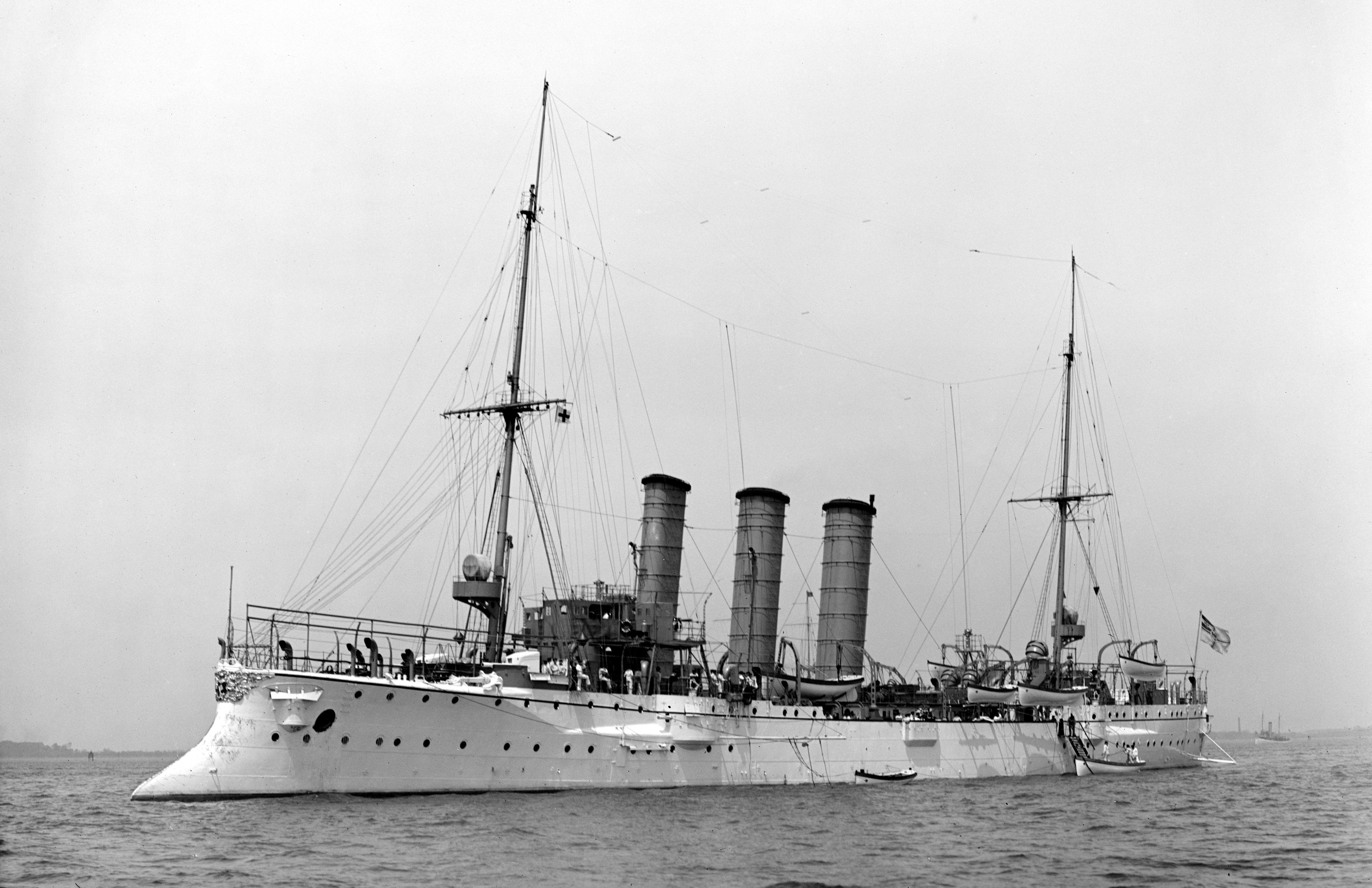
La nave in navigazione nel 1907.

Ordinata sotto il nome provvisorio di L e impostata nel 1902 nei cantieri navali della AG Weser di Brema, la nave venne varata il 9 luglio 1903 con il nome di Bremen in onore della stessa città dove era stata costruita, entrando poi in servizio il 19 maggio 1904. Dopo le prove nelle acque di casa, il 27 agosto 1904 l'incrociatore fu destinato al Sud America come rappresentante degli interessi della Germania nell'area, arrivando a Rio de Janeiro il 25 settembre seguente; l'incrociatore spese gli anni seguenti in varie visite e crociere di rappresentanza in lungo e in largo per le Americhe, facendo spesso tappa nel porto di Newport News sulla costa est degli Stati Uniti.
Il 16 dicembre 1906 il Bremen partecipò alle operazioni di soccorso della nave passeggeri tedesca Prinzessin Victoria Luise, finita spiaggiata sulle coste della Giamaica, recuperando alcuni dei suoi passeggeri e cercando senza successo di prenderla a rimorchio; nell'aprile del 1907, invece, si incontrò con l'incrociatore corazzato SMS Roon per partecipare a una parata navale internazionale nelle acque della Baia di Chesapeake, nell'ambito delle celebrazioni per l'anniversario dell'arrivo dei primi coloni lungo le coste del Nord America. Il 2 novembre 1907 prese servizio a bordo del Bremen, come sua prima assegnazione in mare, Wilhelm Canaris, futuro comandante del servizio segreto tedesco (Abwehr) durante la seconda guerra mondiale; dopo varie visite nei porti statunitensi, l'incrociatore fu spostato nei Caraibi e il 16 marzo 1908 fu inviato ad Haiti, in quel momento in preda a forti disordini interni, per prestare assistenza ai cittadini europei ivi residenti.
Dopo una serie di crociere nei Caraibi tra Costa Rica, Panama, Guatemala e Antille olandesi fino al febbraio del 1909 e lavori di riparazione a Newport News tra l'aprile e il maggio seguenti, l'incrociatore salpò alla volta di un lungo tour nel Sud America, arrivando a Buenos Aires il 14 ottobre 1909 e visitando poi svariati porti sudamericani; tra il settembre e l'ottobre del 1909 il Bremen si ricongiunse con gli incrociatori protetti SMS Victoria Louise ed SMS Hertha e con l'incrociatore leggero SMS Dresden per rappresentare la Germania a New York nel corso delle celebrazioni per il tricentenario della scoperta del fiume Hudson.

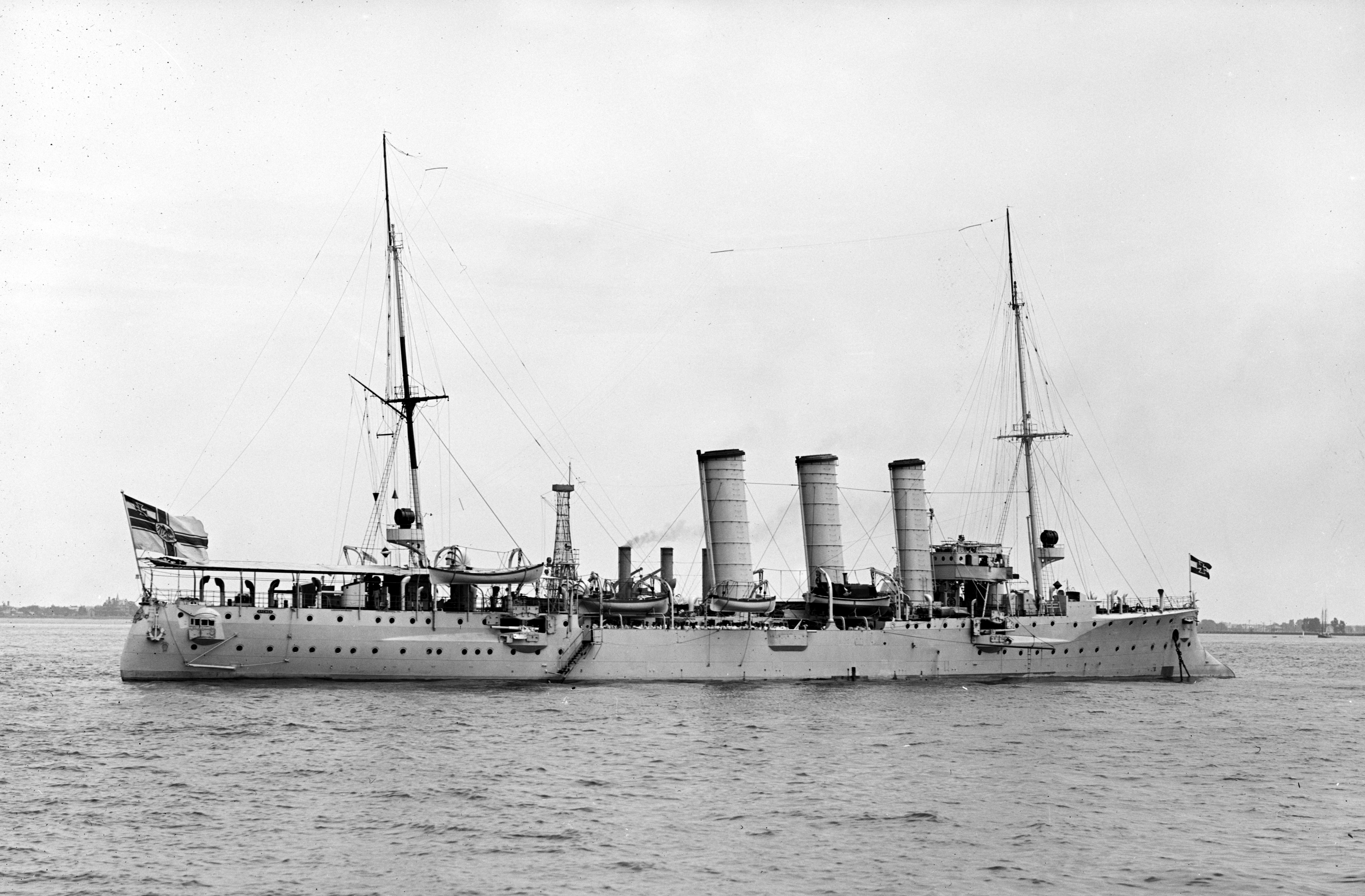
Il Bremen visto di poppa nel 1912, durante una visita negli Stati Uniti.

Ripartito per il Sud America, il 12 maggio 1910 il Bremen si incontrò a Montevideo con l'incrociatore leggero SMS Emden, partecipando poi tra il 17 e il 30 maggio a una parata navale a Buenos Aires nell'ambito delle celebrazioni per i 100 anni di indipendenza dell'Argentina, mentre nell'ottobre seguente fu inviato al largo delle coste dell'Honduras per assistere i cittadini europei durante un periodo di moti rivoluzionari nel paese. Nel marzo del 1911 il Bremen scortò l'incrociatore da battaglia SMS Von der Tann durante un suo viaggio a Rio de Janeiro per poi essere sottoposto a vari lavori di riparazione sempre a Newport News, intervallati da un nuovo dispiegamento nelle acque di Haiti tra il luglio e l'agosto del 1911; ai primi di giugno del 1912, invece, l'unità si incontrò con l'incrociatore da battaglia SMS Moltke e l'incrociatore leggero SMS Stettin per intraprendere una serie di visite ufficiali lungo la costa orientale degli Stati Uniti, incontrandosi con la Atlantic Fleet statunitense e con il presidente William Howard Taft nelle acque di Hampton Roads.
Il 20 dicembre 1912 il Bremen fu inviato nelle acque del Nord Africa per prestare assistenza alle unità della Kaiserliche Marine ivi dislocate, facendo scalo a Monrovia prima di rientrare in Sud America il 12 gennaio 1913; il rientro dell'unità in Germania era previsto per il giugno del 1913, ma l'incrociatore che doveva sostituirlo non era ancora pronto e il Bremen dovette trattenersi ancora per molti mesi nelle acque americane. Nel gennaio del 1914 fu inviato al largo delle coste orientali del Messico per fornire assistenza ai civili europei durante i disordini provocati dalla rivoluzione messicana, prima di ricevere finalmente l'ordine di rientrare in patria il 21 gennaio 1914; il Bremen arrivò a Brema il 15 marzo 1914, dopo circa nove anni e mezzo di assenza dalla madrepatria.

### La fine
Momentaneamente ritirato dal servizio, l'incrociatore fu posto in cantiere a Wilhelmshaven per vari lavori di riparazione e ammodernamento: durante questi, in particolare, quattro degli originali cannoni da 105 mm furono eliminati e rimpiazzati con due dei nuovi cannoni da 152 mm, oltre a varie modifiche agli alberi e ai fumaioli.
L'incrociatore rientrò in servizio il 27 maggio 1915, dopo l'inizio del primo conflitto mondiale, venendo assegnato alla flotta operante nelle acque del mar Baltico contro le unità della marina imperiale russa. Tra l'8 e il 19 agosto 1915 prese parte alla battaglia del golfo di Riga, scortando le navi da battaglia SMS Nassau e SMS Posen in un fallito tentativo di forzare le difese russe del golfo di Riga, conclusosi con la ritirata delle forze tedesche. Il 17 dicembre 1915 il Bremen corse in soccorso del cacciatorpediniere tedesco V191, rimasto danneggiato per l'urto con una mina russa davanti Ventspils: l'incrociatore finì esso stesso in un campo minato, urtando due mine che ne provocarono un rapido affondamento, con la perdita di 250 uomini dell'equipaggio.